# Massachusetts Route 213
Pour les articles homonymes, voir Route 213.
 

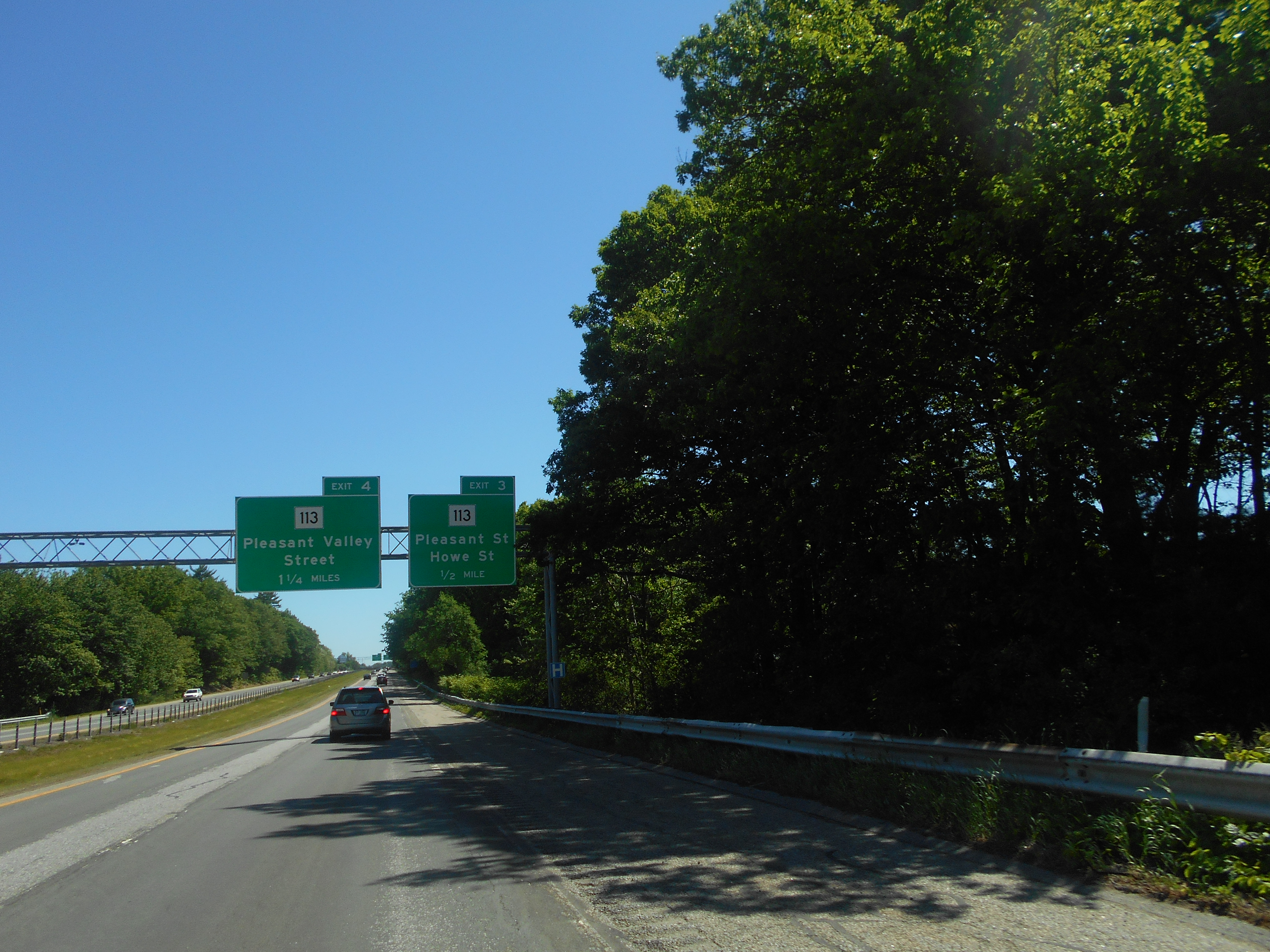
Route 213 à l'approche de la sortie 3 de la route 113 à Methuen, Massachusetts

La Massachusetts Route 213 est une courte route d'État, de 5,7 kilomètres de distance, dans l'État du Massachusetts aux États-Unis. Elle relie d'Ouest en Est l'Interstate 93 à l'Interstate 495, aux abords de la ville de Methuen. 